# إرنست بيري (لاعب كريكت)
إرنست بيري (16 يناير 1908 في المملكة المتحدة - 23 أكتوبر 1996 في المملكة المتحدة) (بالإنجليزية: Ernest Perry)‏ هو لاعب كريكت بريطاني (وحمل سابقاً جنسية المملكة المتحدة لبريطانيا العظمى وأيرلندا). لعب مع نادي مقاطعة ورسسترشاير للكريكيت ‏.

## وصلات خارجية
- إرنست بيري على موقع إي آس بي آن كريك إنفو (الإنجليزية)